# Do You Think It's Alright?
Pistes de Tommy
Underture Fiddle About
Do You Think It's Alright est une courte chanson du groupe britannique The Who, paru sur l'opéra-rock Tommy paru en 1969.

## Caractéristiques
Cette chanson est l'une des plus courtes de l'album. Dans le scénario de Tommy, c'est une discussion entre les deux parents du garçon, qui se demandent s'ils doivent laisser Tommy à la garde de l'oncle Ernie, qui semble avoir abusé de la boisson (He had a few too many tonight). Finalement, les parents laissent Tommy avec son oncle, ce qui constitue la chanson suivante, Fiddle About. 
La chanson présente seulement quelques accords et une partie de batterie basique. La seule complexité réside dans les mélodies vocales, présentant un enchevêtrement de plusieurs lignes de chant. 
Dans le film, il existe trois versions de cette chanson; la première est une discussion des parents avant de laisser l'enfant à la merci du Cousin Kevin; la seconde, avant de le remettre à l'oncle Ernie; la troisième, où les parents se demandent si laisser Tommy se regarder continuellement dans un miroir est judicieux.